# アレクサンドル・プロミオ
アレクサンドル・プロミオ (Alexandre Promio) として知られた、ジャン・アレクサンドル・ルイ・プロミオ（Jean Alexandre Louis Promio、1868年7月9日 - 1926年12月24日）は、リヨンに生まれ、アニエール＝シュル＝セーヌに没した、シネマトグラフィスト (cinématographiste)、すなわちルイ・リュミエールの活動写真風景のオペレーター。彼は、フェリックス・メスギッシュ、フランシス・ドゥブリエ、マリウス・シャピイスとともに、最初期の映画記録者のひとりであった。
彼はしばしば、移動ショットの発見者と見なされている。

## 生い立ち
イタリア系の出自をもっていたアレクサンドル（通称「サッシャ Sacha」）・プロミオは、リヨンのマルティニエール学校（l’école de La Martinière de Lyon：後の Lycée La Martinière Monplaisir）に学んだ。写真に興味をもつようになる前には、郵便・電信の従業員、シャンパーニュ・メルシエの代理商など、様々な仕事に就き、歌手であった妻のジュリエット・プロミオ＝エヴラール（Juliette Promio-Évrard、1866年 - 1952年）とも一緒に活動し、バリトンとしても地元での評判を得ていた。
写真や、新しい技術としてのシネマトグラフ・カメラへ関心をもった彼は、1896年はじめにルイ・リュミエールと接触した。リュミエールはすぐに活動写真風景の生産と普及に不可欠な場所をプロミオに委ねた。短期間のうちに、プロミオはリュミエールの映画部門の責任者に任命され、最初のオペレーターたちのトレーニングを1896年3月まで担当した。

## スペイン（1896年6月）

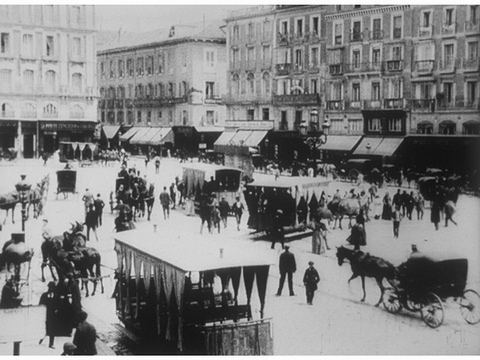
1896年6月にアレクサンドル・プロミオがマドリッドのプエルタ・デル・ソルを撮映した『Puerta del Sol, Madrid』風景番号からの1コマ。

フランスで数回の上映を実施した後、アレクサンドル・プロミオは最初の重要な国外旅行に乗り出した。彼は、撮影監督として自らの武器を作りながら、スペインで最初の風景の撮映をおこなった。バルセロナ（『Place du port à Barcelone』）やマドリード（『Puerta del Sol』、『Danse au bivouac』、『Lanciers de la reine, Charge』など）で、アレクサンドル・プロミオは、軍事的な風景を撮影することを許可した摂政王母マリア・クリスティーナから強力な支持を受けていた。

## 世界旅行（1896年6月 - 1897年9月）
1年以上にわたり、ルイ・リュミエールの指示を受けたアレクサンドル・プロミオはリュミエール社の活動写真風景のカタログを増やしていくことに専念した。彼は、一方で多くの普通の一般的な風景（ドキュメンタリー）を撮りながら、ニュース性のある風景の撮影（報道）もおこなった。イングランドでは、モード王女の結婚式『Cortège au mariage de la princesse Maud』を撮映し、次いでアメリカ合衆国へ向かい、1896年9月に到着した。ニューヨークから、ボストン、ナイアガラの滝（『Les Chutes, Les Rapides』）を経由してシカゴまで赴き、『Descente des voyageurs du pont de Brooklyn』、『Défilé de policemen』、『Market Street』などおよそ20本の映画を制作した。
その後すぐに、彼はイタリアへ赴き、ヴェネツィアで、ボートから撮った大運河のパノラマ『大運河の景観 (Panorama du Grand Canal pris d'un bateau)』とボートから撮ったサン・マルコ広場のパノラマ『サン・マルコ広場の景観 (Panorama de la place Saint-Marc pris d'un bateau)』の2つの最も有名な景色を撮映した。広く一般的に信じられていることとは違い、アレクサンドル・プロミオは、リュミエール兄弟がパノラマ・リュミエール（panorama Lumière、今日でいう移動ショット）と呼んだ撮映をおこなった最初の人物ではない。実際には、コンスタン・ジレルが、1896年9月にケルンで、既にボートを使ってライン川を下り、有名な『Panorama pris d'un bateau』をリュミエールのカタログに追加していた。しかし、コンスタン・ジレルがこのパノラマを制作したのは、たまたまのことであり、また手抜きからでもあった。実際、ジレルは怠惰であるとして、この年にルイ・リュミエールによって解雇された。他方でプロミオは、そのようなプロセスが映画にもたらすことができるものを見通しており、彼は普及者であり、最初の理論家であった。
続いてプロミオは、地中海各地を数か月にわたって旅行し、リュミエールのカタログに作品を供給し続けた。1896年12月のアルジェ（『Prière du muezzin』、『Ânes』...）、1897年3月の中東（『La Voie douloureuse et Entrée du Saint-Sépulcre』、『Départ de Jérusalem en chemin de fer』...）、エジプト（『Bourricots sous les palmiers』、『Les Pyramides (vue générale)』、8本の連作から成る『Panorama des rives du Nil』...）などである。
1897年5月から6月にかけて、アレクサンドル・プロミオは、一般的な風景（ブリュッセルのアンスバース大通りを撮映した『Boulevard Anspach』）に加え、彼にとって最初の重要な報道撮映をおこなった。彼はリュミエールのために、1897年5月から10月にかけてストックホルムで開催された総合芸術及び産業博覧会や、1897年6月22日から6月30日にかけてのヴィクトリア女王の在位30周年記念行事、1897年8月のフランス大統領フェリックス・フォールのロシア訪問をカバーし、1897年9月から10月にかけてはアイルランドやイングランドの産業の風景を撮映した。

### スウェーデンにおけるプロミオ
リュミエールのシネマトグラフの上映戦略は、大衆への公開に向けられていただけでなく、各国の王族やその他の有名人を対象に考えられていた。王族への接待としては、撮映したその日のうちに「白い幕」に彼らの姿を映写することがおこなわれた。
こうした対応は、リュミエールの発明をストックホルム総合芸術及び産業博覧会で披露するため1897年の夏に2週間訪れたストックホルムでもおこなわれた。この訪問の際には、スウェーデン最初の映画制作者で、自身も博覧会に映画作品を出品していたエルネスト・フローマンが、プロミオに教えられる場面もあった。1897年5月15日、プロミオは、国王オスカル2世が皇太子グスタフ5世とともにユールゴーデンの博覧会会場に到着する様子を撮映し、スウェーデン最初のニュース映画を製作した。国王はその映画を、同日のうちに観ることになった。スウェーデン滞在中、プロミオはスウェーデン最初のストーリー性のある1分ほどの映画『Slagsmål i Gamla Stockholm』を制作した。

## 構成された作品（1897年 - 1898年）
パリに落ち着いたアレクサンドル・プロミオは「構成された作品 (bandes composées)」を手がけることになった。美術装飾家のマルセル・ジャンボン（1848年 - 1908年）や、「監督 (metteur en scène)」ジョルジュ・アト（1876年 - 1959年）の助けを得て、プロミオは才能のある競争相手であったジョルジュ・メリエスとの競争という商業的圧力の下で、リュミエールの活動写真制作を指揮した。1897年9月、彼は『L'Assassinat du duc de Guise』、アルフォンス・ド・ヌヴィルの有名な絵画『最後の弾薬 (Les Dernières Cartouches)』（1873年）に基づいた『Les Dernières cartouches à Balan』、『奴隷を毒殺しようとするネロ (Néron essayant des poisons sur des esclaves)』、『La Mort de Marat.』などを撮映した。これらは、19世紀のアカデミック絵画やサロン絵画に触発された作品であった。最も有名で最も広く取り上げられたシリーズは、間違いなく1898年9月から10月にかけて制作された『La Vie et la Passion de Jésus-Christ』で、このテーマは競合他社も手がけ、特にゴーモンでは、映画初の女性監督アリス・ギイが、後に「ペプラム」と称されることになるジャンルを創始することになった。

## 様々な活動（1898年 - 1902年）
精力的な活動が続いた年月を経て、アレクサンドル・プロミオは、世紀の変わり目にブルジョア的なリズムに沿った生活を見出だした。彼は、リヨンの『Le Progrès illustré』誌に掲載された一種の写真術についての論文の執筆に時間を費やしたが、内容に目新しさはほとんどなかった。他方では、まだメルシエのシャンパンの代理商をしており、また1898年には教育功労章を受章した。彼の撮映活動は、基本的にヨーロッパに限定されており、1901年2月のヴィクトリア女王の葬儀の際の一連の撮映を含め、「2台の撮影機を並べておき、2番目の機材で撮影している間にフィルムを補給する」ようにしていた。

## フォトラマ（1902年 - 1907年）

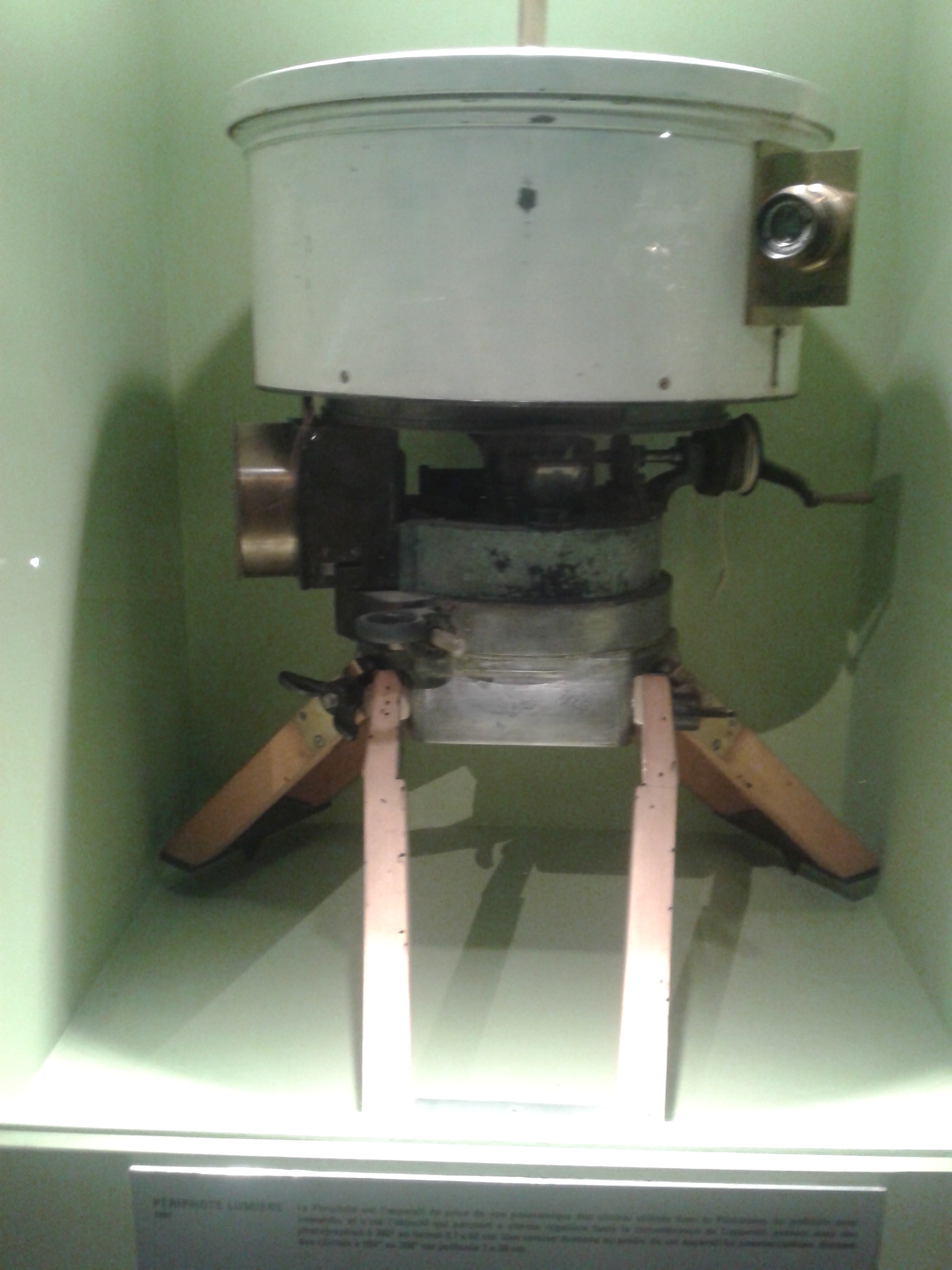
リュミエールのペリフォト。

360度の風景を撮影する装置であるペリフォトのおかげで、写真をフォトラマ (photorama) として投影することも可能となり、1900年にリュミエール兄弟によって特許が取得され、1902年からパリのクリシー通り18番地に施設が設置された。2年間の運用の後、アレクサンドル・プロミオは、おそらくはこの新しい発明の将来を信じ、パノラマを開発するためにペリフォト・フォトラマ協会 (Société du Périphote et du Photorama) を設立した。結果は期待に沿うようなものとはならず、1907年に施設が閉鎖されたときには、誰もが無関心であった。

## テオフィル・パテ社（1907年 - 1910年）
フォトラマの失敗にもかかわらず、アレクサンドル・プロミオは動画の未来を信じ、ビジネスマンとして、新しい会社の経営に着手した。1908年から1909年にかけての短期間ラ・パブリシテ・アニメ (La Publicité animé) で働いた後、彼はパテ・フレールのライバルで、1906年に設立されていたコンパニー・テオフィル・パテ (Compagnie Théophile Pathé) に密接に関わった。創設者の経営上の不手際に乗じ、プロミオは撮影監督としての経験のおかげで経営責任者に任じられた。彼の指揮の下、1908年から1909年の間に多くの映画、ドキュメンタリー、フィクションが撮影された。しかし、財政状況はますます危機的になり、アレクサンドル・プロミオは経営から降りることとなって、会社も1913年に解散した。

## アルジェリア（1911年 - 1924年）

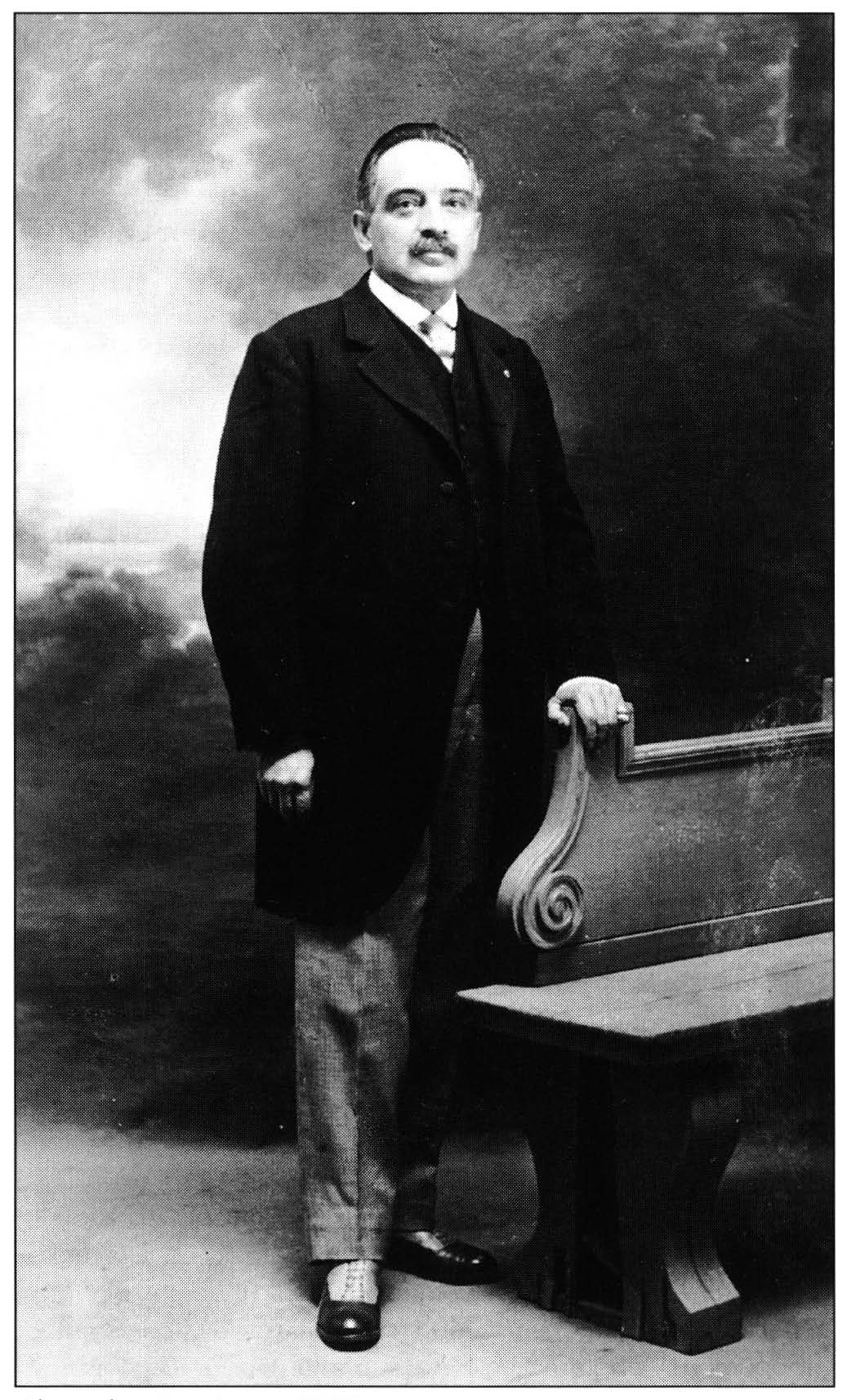
アレクサンドル・プロミオ、1920年撮影。

アレクサンドル・プロミオは、職業上の失敗と新しい私生活のため、アルジェリアに定住し、その人生のほぼ終わりまで当地にとどまった。間違いなく失望していた彼は、新しい仲間となったフェルナンデ・カヌ (Fernande Canu) のおかげで歌手としての仕事に戻った。第一次世界大戦後、彼はフランスの航空会社のために写真活動を行っていたようだが、アルジェリアの行政再編の際に、写真撮影サービスの責任者に任命された。1924年に出版されたカタログには、約3,000枚の写真と38本のドキュメンタリー映画、そして『L'Algérie』という本が含まれていることからも明らかなように、彼は能力を発揮して活発な宣伝活動を展開していた。

## 晩年（1924年 - 1926年）
病を得たアレクサンドル・プロミオは、フランスに戻り、パリ近郊に定住した。彼が公の場に姿を現した最後の機会は、1925年6月15日にルイ・リュミエールが科学アカデミーで講演したときであった。その頃は、フロット協会 (Société Fiot) に関わっていたようである。彼は、1928年12月24日に死去したが、その死が専門誌で報じられたのは、4か月も後のことであった。